# Турну-Северин (футбольный клуб)
«Турну-Северин» (рум. Clubul Sportiv Turnu Severin) — бывший румынский футбольный клуб из города Дробета-Турну-Северин, выступавший в Лиге II, сезон 2012/13 провел в Лиге I. Домашние матчи проводил на стадионе «Муниципал», вмещающем 20 322 зрителей.

## История
Клуб основан в 2007 году в городе Крайова, путём слияния клубов «Газ Метан Подари» и «ЧФР Крайова» и получил название «Газ Метан Крайова». В 2011 году клуб переехал в Дробета-Турну-Северин и стал именоваться «Газ Метан Дробета-Турну-Северин». В июне 2012 года, клуб сменил название на «Турну-Северин» С момента своего создания команда начала выступать в Лиге III, третьем по силе дивизионе Румынии, и во второй год существования, став победителем в своей зоне, добилась повышения в классе. Спустя лишь три года, «Турну-Северин», заняв третье место в Лиге II, добился права дебютировать в высшем румынском дивизионе в сезоне 2012/13.

## Достижения
- Лига II
  - 3-е место: 2011/12
- Лига III
  - Чемпион: 2008/09
- Лига III
  - 2-е место: 2007/08